# 樂洛伊小子
查尔顿·肯尼斯·杰弗里·霍华德（英語：Charlton Kenneth Jeffrey Howard，2003年8月17日—），艺名The Kid Laroi，澳大利亚歌手、饶舌歌手与词曲作家。2021年凭與賈斯丁·比伯聯合製作的歌曲《Stay》更在澳洲唱片业协会榜夺下第一。

## 早年生活
查尔顿·肯尼斯·杰弗里·霍华德出生于澳大利亚新南威尔士州華打魯。他的家族为卡米拉瑞族，也是澳大利亚原住民之一。其艺名“Laroi”也是他祖先的民族。

## 音乐生涯
2018年，乐洛伊小子推出他的第一张迷你专辑《14 With a Dream》。
2019年，他加入了利尔·比比的唱片公司，Grade A 和哥伦比亚唱片。. 之后，他常常和朱斯·沃尔德合作。 In December, Laroi gained international attention when the music video for his song "Let Her Go" was uploaded on the Lyrical Lemonade YouTube channel.
2020年6月12日，乐洛伊小子发布《Go》是和已故男饶舌歌手朱斯·沃尔德合唱的。2020年12月17日，他推出了《失去你》，其后该歌曲在抖音爆红。
2021年7月9日，乐洛伊小子和贾斯丁·比伯推出了新歌《留下来》。

## 个人生活
目前，乐洛伊小子和母亲一同居住在洛杉矶，其弟弟奥斯丁也在洛杉矶接受了教育。

## 音乐作品
- 去你的爱（2020年）
- F*CK LOVE(SAVAGE)(2020)
- F*CK LOVE 3+:OVER YOU(2021)